# L'Imaginaire (collection)
Pour les articles homonymes, voir Imaginaire (homonymie).

Logo de la collection « L'Imaginaire ».

« L'Imaginaire » est une collection littéraire des éditions Gallimard.

## Description
Créée en 1977 par Antoine Gallimard, « L'Imaginaire » est une collection composée de « réimpressions de documents et de textes littéraires, tantôt œuvres oubliées, marginales ou expérimentales d'auteurs reconnus, tantôt œuvres estimées par le passé mais que le goût du jour a quelque peu éclipsées. »
En 2020, la collection regroupe plus de 700 titres.
Depuis janvier 2021, la collection est dirigée par Margot Gallimard, troisième fille d'Antoine Gallimard. Son objectif est de donner bien plus de place aux autrices : « Lorsque je me suis plongée dans "L'Imaginaire", j'ai compté 31 autrices contre 320 auteurs. […] Aujourd'hui j'ai donc envie de mettre ma pierre à l'édifice en politisant la ligne éditoriale. Si l'on veut créer un nouvel imaginaire collectif, il faut pouvoir créer une mémoire objective littéraire, il faut donc mettre plus de femmes en avant »,.

## Auteurs les plus représentés
- Jacques Stephen Alexis
- Guillaume Apollinaire
- Louis Aragon
- Vassili Axionov
- Isaac Babel
- Giorgio Bassani
- Marc Bernard
- Thomas Bernhard
- Maurice Blanchot
- Jorge Luis Borges
- Giuseppe Antonio Borgese
- Daniel Boulanger
- Christophe Bourdin
- Joë Bousquet
- Hermann Broch
- Inès Cagnati
- James M. Cain
- Erskine Caldwell
- Henri Calet
- Truman Capote
- Alejo Carpentier
- Leonora Carrington
- Camilo José Cela
- Gilbert Keith Chesterton
- Hélène Cixous
- Joseph Conrad
- Julio Cortázar
- Eugène Dabit
- Louis-René des Forêts
- John Dos Passos
- Pierre Drieu la Rochelle
- Réjean Ducharme
- Marguerite Duras
- Lawrence Durrell
- Léon-Paul Fargue
- William Faulkner
- Theodor Fontane
- Jean Genet
- André Gide
- Jean Giono
- Jean Grenier
- Raymond Guérin
- Hervé Guibert
- Pierre Guyotat
- Radclyffe Hall
- Peter Handke
- André Hardellet
- Thomas Hardy
- Eugène Ionesco
- Panaït Istrati
- Marcel Jouhandeau
- Iouri Kazakov
- Pierre Klossowski
- Abe Kōbō
- Valery Larbaud
- D. H. Lawrence
- Jean-Marie Le Clézio
- Violette Leduc
- Michel Leiris
- Thomas Mann
- Henri Michaux
- Herman Melville
- Paul Morand
- Iris Murdoch
- André Pieyre de Mandiargues
- V. S. Naipaul
- Vladimir Nabokov
- Flannery O'Connor
- Kenzaburō Ōe
- Juan Carlos Onetti
- Anna Maria Ortese
- Amos Oz
- Cesare Pavese
- Sylvia Plath
- Frederic Prokosch
- Raymond Queneau
- Rachilde
- John Rechy
- Jean Rhys
- Mercè Rodoreda
- Joseph Roth
- Raymond Roussel
- Ernst von Salomon
- Leonardo Sciascia
- Victor Segalen
- Philippe Sollers
- William Styron
- Rabindranath Tagore
- Jean Tardieu
- Henri Thomas
- Henry David Thoreau
- John Updike
- Robert Walser
- Edith Wharton
- Patrick White
- Marguerite Yourcenar
- Eugène Zamiatine